# Gustav Gunia
Gustav Gunia (geboren 25. Juli 1905 in Grünfließ, Kreis Neidenburg; gestorben 23. Juni 1941 in Russland) war ein deutscher Jurist und Verwaltungsbeamter.

## Leben
Gustav Gunia wurde 1905 in Grünfließ als Sohn des Landwirts Daniel Gunia und dessen Frau Ottilie geboren. Er ging zunächst auf die Volksschule in Grünfließ, machte an der Oberschule in Neidenburg Abitur und studierte in Königsberg Jura. Gunia trat zum 19. Februar 1927 der NSDAP bei (Mitgliedsnummer 56.811) und war angeblich mit dem ostpreußischen Gauleiter Erich Koch befreundet. Von 1934 bis 1941 amtierte er als Landrat des Kreises Osterode in Ostpreußen. Im Juni 1941 fiel Gunia im Zweiten Weltkrieg als Oberleutnant der Reserve in Russland.